# Puglia Invita
 Puglia Invita es un programa de televisión uruguayo creado por Sergio Puglia. Se emitido los sábados 1:30 hs y cuenta con más de treinta años al aire.

## Historia
El programa comenzó a emitirse el 5 de septiembre de 1990 por Canal 5.
Si bien actualmente se emite en Canal 10. Cuando se festejaron los 20 años del programa Puglia Invita, realizó un show en el Teatro Solís.
El programa ha sido grabado en estudios televisivos, en hoteles uruguayos como Hotel Enjoy Punta del Este, Hotel El Italiano y la propia casa del conductor Sergio Puglia. Figuras del mundo de la cultura, el arte, el deporte y la política, participan en una mesa que comparten para almorzar todos los sábados. El programa promueve la el pluralismo, la diversidad y libertad.
El primer invitado y entrevistado fue el entonces Presidente del Uruguay Julio María Sanguinetti y el programa se emitió dese la Residencia presidencial de Suárez y Reyes. Todos los presidenciables uruguayos estuvieron presentes en el programa: Luis Alberto Lacalle, Jorge Batlle, Tabaré Vázquez, José Mujica y Luis Lacalle Pou.
Entre las figuras destacadas del arte que han participado se encuentran: China Zorrilla, Carlos Perciavalle, Susana Rinaldi, Ligia Piro, María Noel Riccetto, Valeria Lynch, Mariano Martínez, entre otros.